# Casa Cascante
Casa Cascante és un edifici protegit com a bé cultural d'interès local del municipi de Badalona (Barcelonès).

## Descripció
Habitatge unifamiliar concebut com a segona residència, té un cos paral·lelepipèdic de planta baixa, pis, golfes i una torre més alta que inclou l'escala fins al terrat.
Es resol formalment amb elements de repertori neogòtics al façana.
Els materials són de pedra i estuc, amb interessants elements de forja i ceràmica a l'interior.

## Història
Des del 1936 fou seu de la Cambra Oficial de Propietat Urbana de Badalona.